# Aristebulea
Aristebulea és un gènere d'arnes de la família Crambidae.

## Taxonomia
- Aristebulea nobilis (Moore, 1888)
- Aristebulea principis Munroe & Mutuura, 1968